# Liezere
Liezēre est un pagasts de Lettonie.